# ドリトル先生の郵便局
『ドリトル先生の郵便局』（ドリトルせんせいのゆうびんきょく、Doctor Dolittle's Post Office）は、ヒュー・ロフティングにより1923年に発表されたイギリス（最初の刊行はアメリカ合衆国）の児童文学作品。

## 概要
ドリトル先生シリーズの第3作。出版順は3番目であるが、作品内の時系列順では前作『航海記』よりも遡って全12作のうち第1作『アフリカゆき』から続いているように取れる描写が多い。そのため、前作『航海記』の語り手となっているトミー･スタビンズは本作には登場せず、第1作『アフリカゆき』と同様に三人称文体が使われている。
『航海記』では先生がスタビンズ家でフルートを演奏した年が1839年と明示されているが、本作で「先生が航海に出る少し前の年」の出来事として述べられている世界最初の切手「ペニー・ブラック」がローランド・ヒルの考案で発行されたのは史実では1840年である。この点を史実との矛盾と見るか、或いは一種のアナクロニズムと解釈して作中では史実よりも何年か早い時期に切手が発明されたと見るべきかは不明である。この点は第1部に登場する戦艦・バイオレットの「H」が「His」でなく「Her」の略であると文中で明言されていることから、英国王・ウィリアム4世の崩御に伴うヴィクトリア女王の即位（1837年6月20日）以後の出来事と見るべきか否かについても同様である。なお、第2部3章には「次の水曜日、7月18日」との記述が有るが、1830年代で7月18日が水曜日だったのは1832年と1838年である。

## あらすじ
アフリカの猿に流行した伝染病を終息させたお礼として先生に贈られた2つの頭を持つ有蹄類・オシツオサレツは日増しにアフリカが恋しくなり、またイギリスの冬が体に合わなかったことから先生一行は避寒の為に西アフリカへ航海に出る。大きなトラブルも無く休暇を満喫した一行であったが、イギリスへの帰り道に海上で夫を奴隷商人“ジミー”ジェームス・ボーンズに売り渡されてしまった女性ズザナに出会う。勅命でボーンズを追っていたイギリス海軍の戦艦・バイオレットの協力を得て商人船は拿捕され、ズザナの夫も無事に保護されるが、そもそもズザナの夫がボーンズに売り渡されてしまった理由は夫を捕虜にしたファンティポ王国の郵便制度がコレクターを相手に自国の切手を売り付けて収入を得ることが優先でまともに機能しておらず、ズザナが親戚宛てに出した「夫の身柄と引き換える為の家畜を用意して欲しい」と言う手紙が届いていないことが原因であった。
そこで先生はファンティポ王国の国王・ココに謁見して同国の郵便制度の問題点を説明するが、ほどなくして先生はココ王から郵政大臣に任命され、ファンティポ郵便局の再建作業を引き受けることになってしまう。数日後、先生はファンティポ近海の竜が住むと噂され地元の住民が誰も近寄らない島に興味を持ち、犬のジップと共に上陸する。その島には、大昔に絶滅したと思われていた恐竜を始めとする草食動物の楽園とも言える自然環境が手つかずのまま残されていた。先生は島の動物達の様々な相談に乗っている内に、動物間で意思疎通に使われる様々なサインを基にした文字を考案すると共に世界中の様々な鳥のネットワークを使って世界最速の国際郵便を実現するアイデアを思い立ち、ファンティポ港の沖合に停泊した船上に国際郵便局を開設する。やがて、ツバメ達の協力で形成されたファンティポの国際郵便ネットワークは人間・動物を問わず評判となり、先生はさらに国際郵便のネットワークを利用して世界中の動物達を相手に通信教育や娯楽を提供するアイデアを次々と実行して行く。
内国郵便部を仕切っているロンドンスズメのチープサイドは相変わらず喧嘩好きで、王のペットのクジャクに喧嘩を売ったりしたため、先生は月に一度の割りでチープサイドを懲戒免職にし、また厳重説諭の上で復職させている。これはチープサイドが職を追われると内国郵便を担う町スズメ達も抗議のストライキを打ち、集配が麻痺状態になるため。

### 北極マンスリー
1年を通じて娯楽の少ないホッキョクグマやオットセイなど極北の地に棲む動物に娯楽を提供する為、先生の発案で創刊された月刊誌。国際郵便のノヴァヤゼムリャ支局を通じて北極圏の動物達に配達される。掲載記事としてかつてパドルビーで冬を過ごした時のように先生と動物達が順番に昔話を披露し、読者にどのお話が面白かったか投票してもらうことになり、それぞれ以下のような話を披露する。
ドリトル先生のお話
先生が医師になったばかりの頃、友人のフィップスと共同でサナトリウムを開設する。ところが、フィップスが患者を手放したくない為に治療を遅らせていることを知って憤慨し、要人の入院患者・クィズビー卿に思わず八つ当たりしてしまったことが原因で患者達は一斉にストライキを始めてしまう。
ガブガブのお話
ガブガブ自身の体験談でなく、豚の間に伝わるおとぎ話。子豚がトリュフを掘っている最中に料理番小人の住む地底への穴を見つけ、小人と敵対する毒キノコの精を追い払ったお礼にもらった魔法のキュウリを使って王国の危機を救う。
ダブダブのお話
普段は猫嫌いのダブダブが出会った礼儀正しい猫の話。その猫が先生の馬小屋に棲み付いていたネズミを追い払ってくれたことから、お礼に猫の飼い主が産まれたばかりの子猫を1匹だけ残して間引きしようとしていることを教える。
白ネズミのお話
ロンドン生まれの白ネズミは生まれつきアルビノの為、すぐ猫に捕まってしまうだろうと両親から諦観されていたが親元を離れて染料屋の倉庫に棲み付き、年老いたネズミの為に雪が降って白が保護色となる冬場に餌を調達してやった。月日が経ち、結婚を考えた白ネズミは普通のネズミと同じように体を黒く染めようとするが、染料の桶を置く場所が変わっていたせいで全身が真っ青の「青ネズミ」になってしまう。
ジップのお話
ジップが知り合った犬の飼い主は路上にチョークで絵を描いて投げ銭をもらう大道絵描きを営んでいたが、その絵はどうしようも無く下手で満足な稼ぎを得られず、片足を失っていて高齢のため他の仕事を探すのも困難であった。ジップはその犬と共同で飼い主に代わってお金を稼ぐ為、他の犬に質入れ出来そうな物を持って来てもらい骨を時間貸しする「骨貸し屋」を開業し、たちまち大繁盛する。そこへ、ジップと面識の有る有名な画家のジョージ・モーランドが風景のデッサンに訪れた。ただし、モーランドは１８０４年に死去しているので、時系列的には大きな矛盾となる。
トートーのお話
ある兄妹が森の中で道に迷い、暗闇の中で恐怖する所にトートーが出くわした時の話。フクロウには理想的な環境とさえ言える暗闇の中、兄妹が暗闇を怖がることを不思議に思いつつトートーは猫の鳴き真似をして、兄妹を家族の所へ誘導した。最初は自分達の飼い猫が鳴いているのだと思っていた兄妹は、猫の鳴き真似をするトートーは妖精の化身に違い無いと言い出す。
オシツオサレツのお話
バダモシ族がダチョウの皮をかぶってダチョウの群れを油断させる狩りの練習をしていることを知り、ダチョウに恩義の有るオシツオサレツがバダモシ族からダチョウの皮を奪って川に投げ捨てるまでの顛末。

## 作品の舞台
本作とシリーズ第10作『秘密の湖』の主要な舞台は西アフリカであるが、登場する地名や国家には架空のものと実在のものが入り混じっている。ロフティングは作家として活動を開始する以前にイギリスの保護領であったナイジェリアで鉄道建設に携わっており、その際の体験がファンティポの市街や周辺地域の描写に反映されたと見られる。

### ファンティポ王国
ファンティポ王国（Kingdom of Fantippo）は、西アフリカに在る王政国家。現在はココ王が統治しており、周辺地域で捕縛した奴隷を西洋の列強諸国と売買して利益を上げている。スコットランド人からゴルフを教わるなど新し物好きのココ王は、イギリスで発案されヨーロッパ各国や北アメリカに広まっていた郵便制度にいち早く興味を抱いて王立郵便局を開設する。しかし、郵便局の事業はココ王の肖像入り切手を外国人のコレクターへ売ることに偏重し肝心の集配機能が杜撰を極めていた為、先生が郵政大臣に任命されて郵便局の再建に当たることになった。
スピーディ・ザ・スキマーを始めとするツバメは街の通りなど細かい地域を回る仕事には不適であることから、ロンドンよりスズメのチープサイドが呼び寄せられてスズメなどの小鳥が国内郵便を担うことになり、郵便受けやドアノッカーなど民家の扉に小鳥が郵便物を配達しやすいよう様々な工夫が採り入れられた。また、チープサイドの強い希望で非キリスト教国ながらクリスマスを祝う風習が始められる。
無人島（No-Man's-Land）
ファンティポ湾の沖合に在る無人島。1000年ほど前、義母が昼夜を問わずおしゃべりを続けることに業を煮やしたカカブーチ王はこの島へ義母を置き去りにしたが、やがて「置き去りにされた義母が竜に化けた」と言う噂が広まって近隣の住民は竜を恐れて誰も近寄らなくなり、世界中でこの島だけに生き残っているおとなしい草食恐竜・ピフィロサウルスを始めとする動物達の楽園となっていた。ジップが拾った恐竜の骨に興味を抱いて島へ渡った先生はこの島の理想的な環境に感銘を受け、鳥のネットワークを使った国際郵便と動物を対象にした通信教育を発案する。
船上郵便局（The houseboat post office）
ファンティポの国内向け郵便を正常化する目処が立った後、先生が国際郵便の拠点として用意させた特注の船。甲板の上に局舎が建てられており、国際郵便を世界各地に配達する鳥が無人島に集まる為の利便性を考慮して港の沖合に停泊している。アフタヌーンティー用のテーブルも用意されており、午後に振舞われるお茶菓子を目当てにココ王を始め多くの人々が所用でなくとも郵便局を訪れる。
鳥のネットワークを使った国際郵便はファンティポの船上郵便局を本局としてホーン岬、グリーンランド、クリスマス島、タヒチ、カシミール、チベット、そしてイギリスのパドルビーに支局が開設され、雑誌『北極マンスリー』創刊までにはノヴァヤゼムリャにも支局が置かれた。

### ファンティポ周辺
スティヴン岬の灯台（Cape Stephen Light）
ファンティポ領内から北へ20マイルの場所に在るイギリス植民地に建てられた灯台。ロンドン出身の灯台守2名が常駐しているが、ある晩に定時を過ぎても点灯しなかったことからカモメが先生に異常を知らせ、岬に接近する船の操舵を妨害している間に先生がドアを壊して事故を回避した。このカモメは続巻『サーカス』にも登場する。
ハーマッタン岩礁（Harmattan Rocks）
隣国のダホミーとエレブブに領土を脅かされているニャムニャム酋長が統治する領内の沖合に在る岩礁。単なる海鳥の住処としか見られていなかったが、岩礁に住むヘラサギが先生に真珠を小包で送って来たことを契機に鵜が真珠の採れる牡蠣を水揚げするようになり、貧しい生活を強いられていた部族は一転して裕福になった。
ジュンガニーカ湖（Lake Junganyika）
アフリカの奥地、マングローブに囲まれた「秘密の湖」。この湖に住むリクガメ・ドロンコがリウマチに苦しんでいる旨を綴った手紙をミズヘビに託して先生に送り、ミズヘビの先導で先生が湖を訪れてドロンコを治療した。ドロンコはお礼に、この湖の底に沈むシャルバの都から全世界に覇を唱えたマシュツ王が神の怒りを買い、大洪水で沈められた際に生き延びた太古の物語を一昼夜の長さにわたって先生に伝承した。この物話の内容は本作では詳述されていないが、後に『秘密の湖』で詳細が明らかにされる。

## 日本語版
1952年に岩波少年文庫の1冊として刊行されて以降、岩波書店版が唯一の全文日本語訳であったが2011年に角川つばさ文庫より新訳本が刊行された。
- ヒュー・ロフティング、訳：井伏鱒二『ドリトル先生の郵便局』 岩波書店
  - 岩波少年文庫 1952年6月15日初版、1978年・2000年改版 ISBN 978-4-001-14023-1
  - 愛蔵版〈ドリトル先生物語全集〉第3巻 1962年1月13日初版 ISBN 978-4-001-15003-2
- 『新訳 ドリトル先生の郵便局』（角川つばさ文庫 編集・発行：アスキー・メディアワークス）

訳：河合祥一郎 画：patty 2011年10月15日初版 ISBN 978-4-04-631189-4